# Montfaucon (Lot)
Montfaucon é uma comuna francesa na região administrativa da Occitânia, no departamento de Lot. Estende-se por uma área de 26.18 km², e possui 596 habitantes, segundo o censo de 2018, com uma densidade de 23 hab/km².